# 美丽长蒴苣苔
美丽长蒴苣苔（学名：Didymocarpus pulcher）为苦苣苔科长蒴苣苔属下的一个种。

## 扩展阅读
- 維基物種上的相關：美丽长蒴苣苔